# Geografia della Columbia Britannica

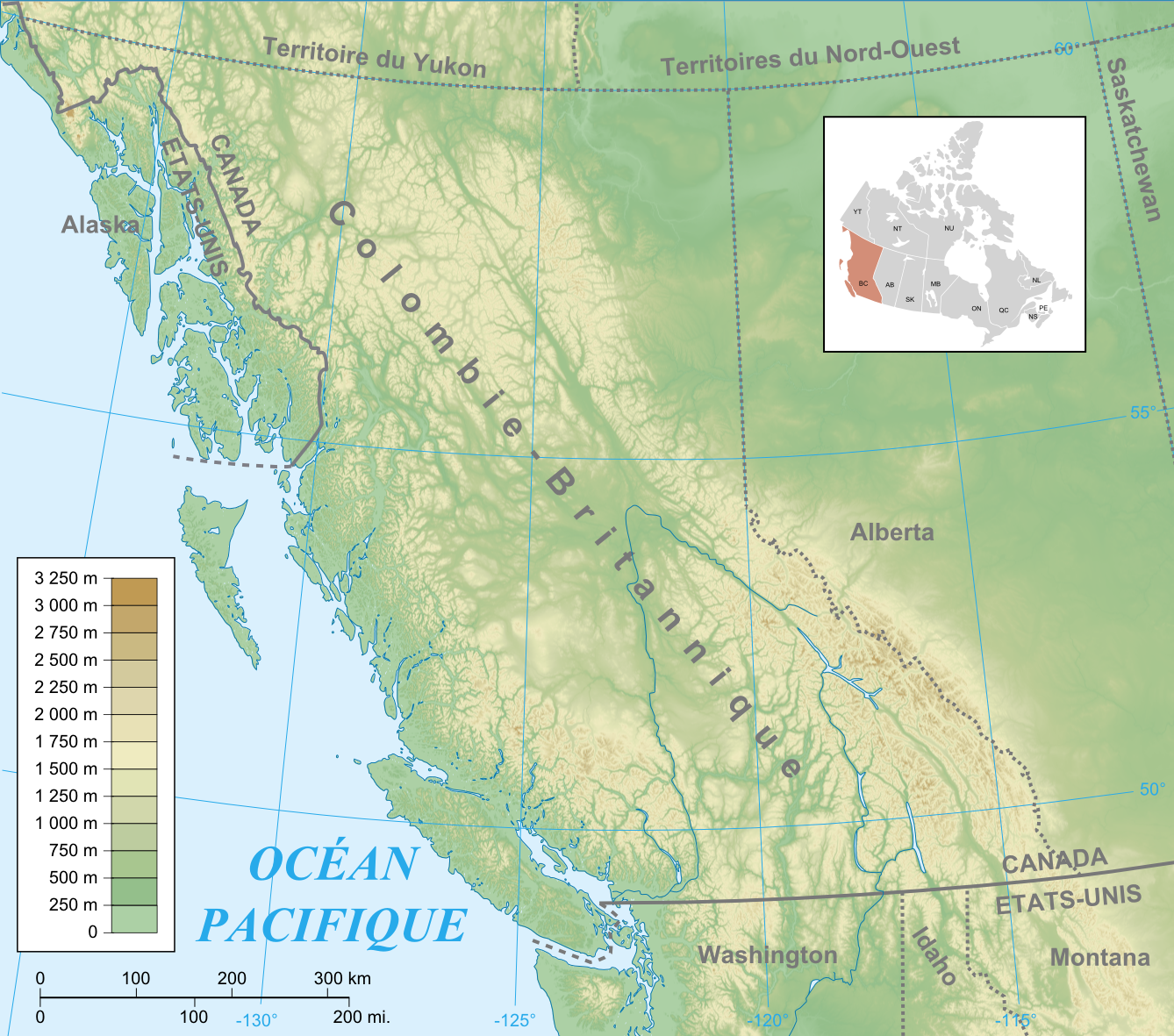
Geografia fisica della Columbia Britannica

La Columbia Britannica è la provincia più occidentale del Canada. È bagnata ad ovest dall'Oceano Pacifico, a nord-ovest confina con l'Alaska, a nord con lo Yukon e i Territori del Nord-Ovest, a est con la provincia dell'Alberta e a sud con gli stati americani di Washington, Idaho e Montana.
Nella provincia dominano le catene montuose, spesso ricoperte da vaste foreste, mentre la linea di costa è frastagliata da numerosi fiordi con acque profonde. Particolarmente numerose sono anche le isole, di cui la maggiore è l'isola di Vancouver.
Lo spettacolare scenario che offre la natura della Columbia Britannica è il risultato combinato dell'attività tettonica e dei modellamenti dell'ultima era glaciale.
La maggior parte della popolazione si concentra sulle coste del Pacifico, in particolare nella regione di Vancouver, nel sud-ovest. La densità della popolazione è bassa e la fauna selvatica occupa una parte preponderante di un territorio ancora in parte vergine, con una grande varietà di ecosistemi naturali.

## Aspetti generali
La Columbia Britannica è localizzata tra il 49º e il 60º parallelo nord, e tra i 114 e i 139 gradi ovest di longitudine. Il confine meridionale del 49º parallelo con gli Stati Uniti, è stato ufficialmente istituito con il trattato dell'Oregon nel 1846, anche se l'isola di Vancouver rimane più a sud (48° 50').
La superficie della Columbia Britannica è di 944.735 km², di cui 925.186 di terre e 19.549 di distese d'acqua (2,1%).
Il litorale si estende per più di 27.000 km ed è disseminato da circa 6.000 isole, la maggior parte delle quali disabitata.

## Morfologia

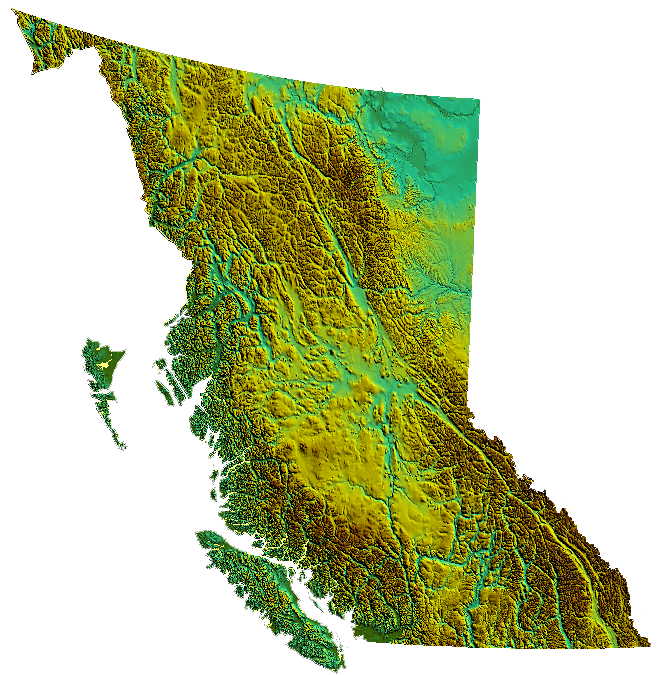
Rilievi della Columbia Britannica.

La Columbia Britannica è una provincia vasta e diversificata, tanto nella sua geografia fisica, quanto nei suoi ecosistemi.
Se globalmente la si può definire una provincia montagnosa e fortemente boscosa, dal clima fresco e umido, è altrettanto vero che sono presenti anche altri tipi di terreni e climi. In termini morfologici, sono presenti anche altopiani, pianure e bacini sedimentari, oltre alle formazioni montagnose; mentre in termini di clima troviamo il clima oceanico, il clima mediterraneo, semi-arido, sub-artico e alpino. Le foreste sono la vegetazione dominante, ma vi sono anche grandi praterie, zone umide e distese di macchia o tundra.
La Columbia Britannica ha cinque principali regioni geografiche:
- L'ovest: la regione della costa e delle isole del canale. Si tratta di una regione prevalentemente montuosa. Si estende da nord a sud, per tutta la lunghezza della provincia, a sud lungo la costa del Pacifico e a nord, lungo la costa dell'Alaska.
- Il centro-nord: una regione di pianure e montagne.
- Il centro-sud: dove si trova un ampio altopiano.
- Il nord-ovest: una regione con grandi pianure.

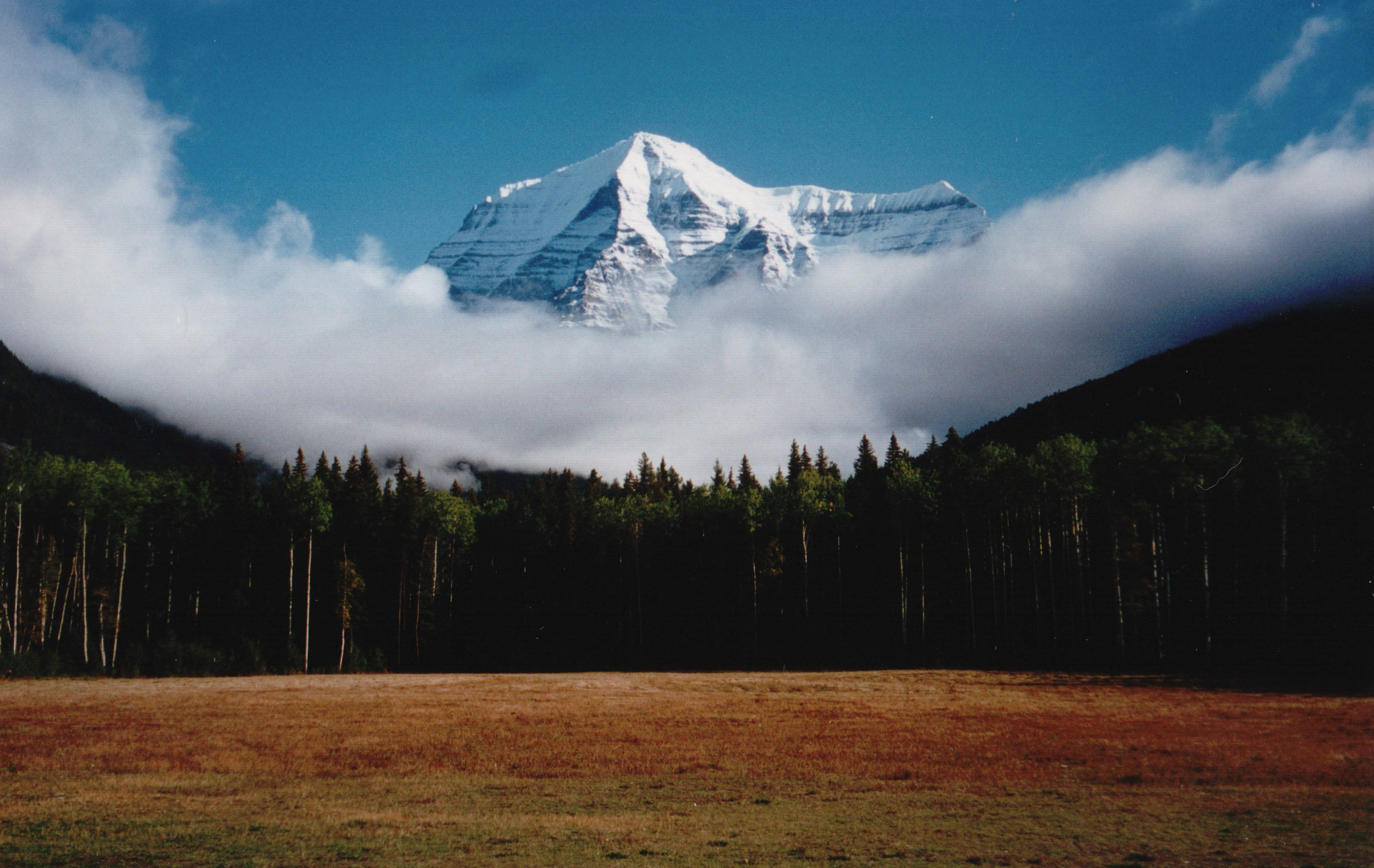
Monte Robson.

- Il sud-ovest: una regione montuosa che comprende le Montagne Rocciose Canadesi e il Monte Columbia.

La Columbia Britannica è una delle regioni più montagnose in tutto il Nord America. Il territorio è costituito da una serie di catene montuose, prevalentemente orientate da nord verso sud. Queste montagne si sono formate in epoche differenti, testimoniate dalla diversa composizione delle rocce. Soggette a una varietà di climi, sono habitat di vari tipi di piante e di animali. Il Monte Fairweather è la vetta più alta della Columbia Britannica, situata al confine con l'Alaska. Altra cima rilevante è il Monte Waddington.
Da est a ovest si trovano le seguenti catene montuose:
- Montagne Rocciose Canadesi (vetta: Monte Robson, 3954 metri), che si spingono fino negli Stati Uniti. Segnano il confine con l'Alberta. Si sono formate alla fine del Cretaceo (da 65 a 140 milioni di anni fa), sono relativamente recenti e non hanno ancora subito una forte erosione.

- Monti Columbia, che contiene a sua volta tre catene parallele con un asse nord-sud: Purcell Mountains (vetta: Monte Farnham, 3481 metri), Monti Selkirk (vetta: Monte Sir Sandford, 3522 metri) e Monashee Mountains (vetta: Torii, 3429 metri). Sono separate da lunghe e strette vallate. Le rocce che compongono queste montagne sono principalmente sedimentarie e risalgono al Cretaceo, al Triassico e Giurassico.

- Monti Cassiar (vetta: Thudaka Peak, 2751 metri): si trovano a nord del Columbia.

- Monti Cariboo (vetta: Monte Sir Wilfrid Laurier, 3520 metri): si trovano a nord-ovest del fiume Thompson.

Vi è poi un vasto altopiano interno nella parte centrale della provincia, 1000 metri sopra il livello del mare, circondato da alte montagne. Il Fraser è uno spettacolare canyon scavato nella parte meridionale del pianoro. 
- Montagne Costiere (vetta: Monte Waddington, 4015 metri): si estende per 1.600 chilometri a ovest del pianoro interno, lungo la costa del Pacifico, dalla zona di Vancouver fino allo Yukon.

- Monti Sant'Elia: sono una piccola catena montuosa posta all'estremo confine nord-ovest con l'Alaska. La vetta principale è il Monte Fairweather (4663 metri), la più alta della Columbia Britannica.

- Vancouver Island Ranges e Queen Charlotte: l'isola di Vancouver e le Isole Regina Carlotta sono i vertici di una catena montuosa sommersa, che è una continuazione del Monte Olympic e la catena costiera dello Stato di Washington negli Stati Uniti (vette: Elkhorn Mountain, 2210 metri nell'isola di Vancouver).

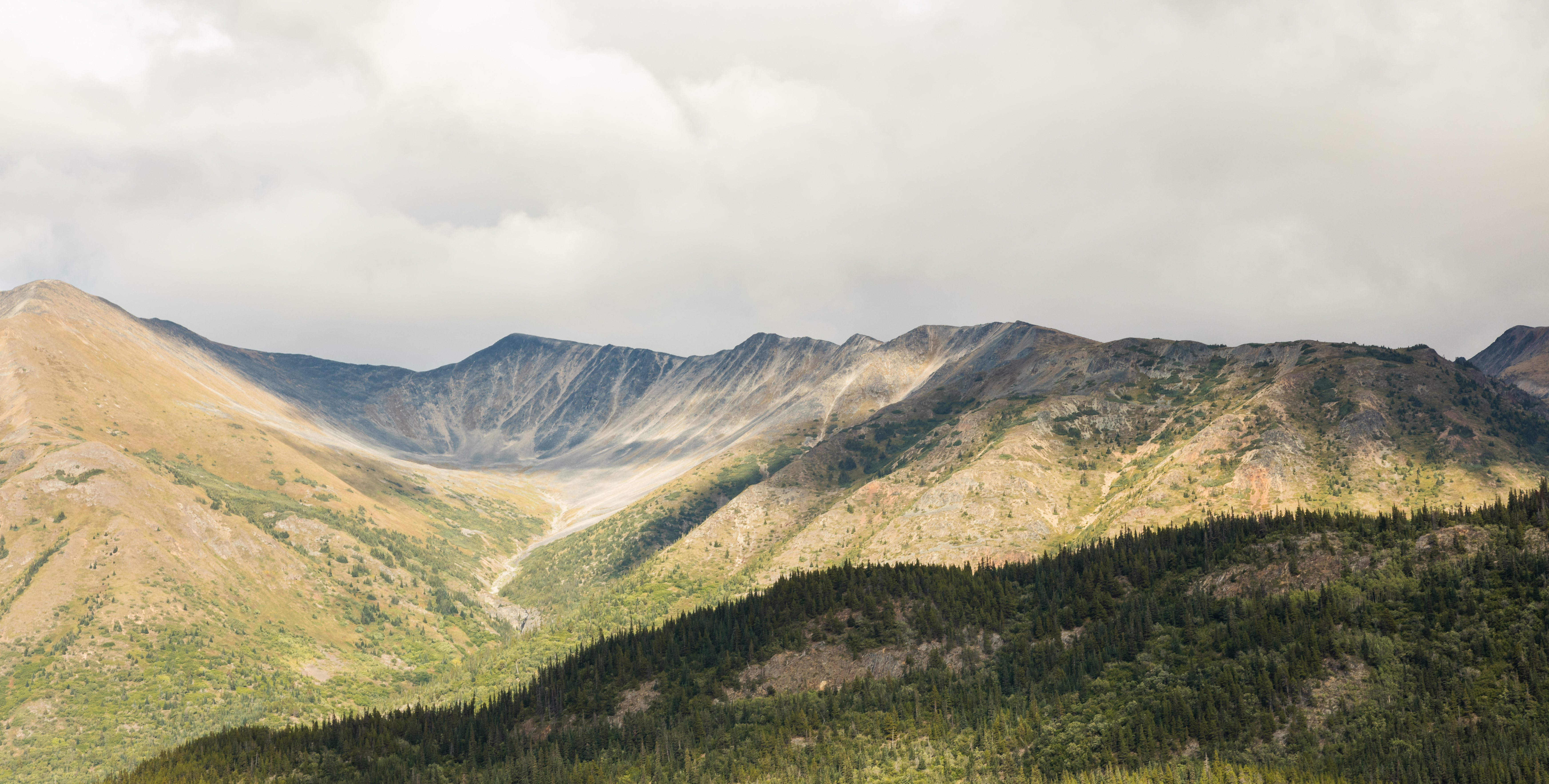
Monte Skelly

## Fiumi
I principali fiumi della provincia sono:
- Columbia (2 000 km)
- Fraser (1 400 km)
- Kootenay (780 km)
- Stikine (610 km)[1]
- Skeena (570 km)

## Laghi
I laghi principali sono:
| Lago           | Superficie (km²) | Altitudine (m) | Profondità (m) | Volume (km³) |
| -------------- | ---------------- | -------------- | -------------- | ------------ |
| Lago Williston | 1761             | 671            | 166            | 70.3         |
| Lago Atlin     | 589 - 775        | 668            | 283            | 54           |
| Lago Kootenay  | 389              | 530            | 154            | 36.7         |
| Lago Okanagan  | 351              | 342            | 230            | 24.6         |
| Lago Shuswap   | 310              | 347            | 161            | 19.1         |
| Lago Quesnel   | 270              | 729            | >600           | -            |
| Stuart Lake    | 358              |                |                | 9,3          |